# Кулешовка (метеорит)
Кулешовка — метеорит-хондрит весом 5290 грамм.
О падении метеорита Кулешовкий, происшедшем 12 марта 1811 года, около 11 часов утра в б. Полтавской губернии, имеются лишь указания на то, что он упал в саду крестьянина деревни Кулешовки. Падению метеорита предшествовали три удара, сопровождавшиеся затем «необыкновенно разнообразным шумом, искрами и светом». Метеорит сквозь снег и лед углубился в мерзлую почву «на аршин» и имел «в момент вырывания его еще чувствительную степень теплоты». Первоначальный вес метеорита определялся в 5,29 кг (в настоящее время он весит 4,196 кг).